# Basilica rossa

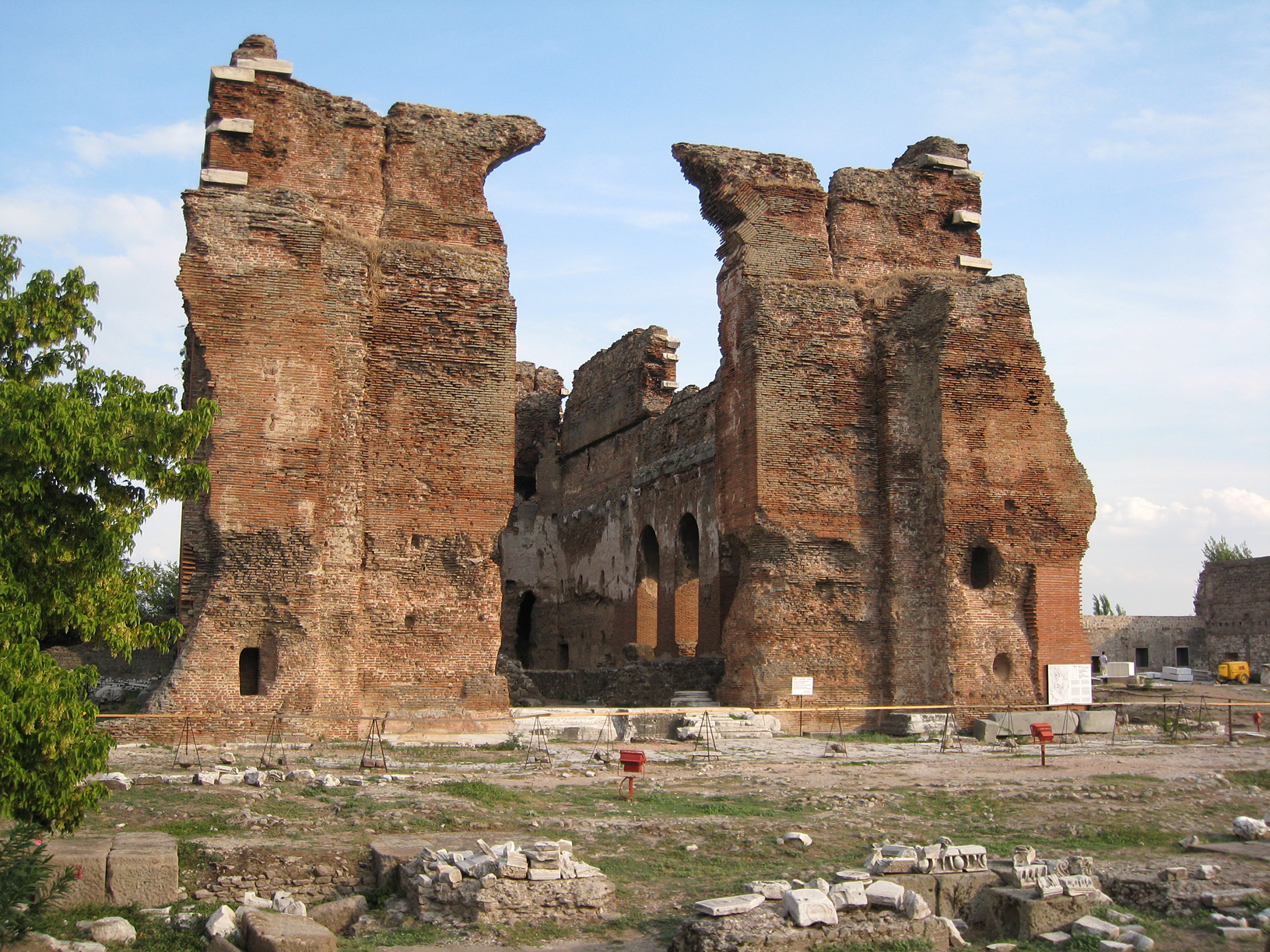
I resti del tempio detto "Basilica rossa" da ovest

La cosiddetta "Basilica rossa "(in tedesco "Rote Basilika", detta anche "Sala rossa", in tedesco Rote Halle e in turco Kızıl Avlu) è un tempio romano in laterizio dell'antica città di Pergamo (oggi Bergama, in Turchia), probabilmente di epoca adrianea e dedicato a Iside e Serapide insieme a Cibele. Il tempio successivamente fu trasformato in chiesa bizantina.

## Storia
In base alla tecnica di costruzione in laterizio, si suppone che l'architetto fosse stato originario dell'Italia. Il tempio doveva essere dedicato a Serapide o a Iside e doveva ospitare anche il culto di altre divinità egizie (Arpocrate, Osiride Api, Elio). L'edificio potrebbe essere stato commissionato dall'imperatore Adriano, che aveva una predilezione per le divinità egizie. La notevole altezza del muro che recinge l'area del santuario doveva essere motivata dal desiderio di nascondere all'esterno le cerimonie che vi si svolgevano, nelle quali l'acqua doveva svolgere un ruolo importante.
Una basilica cristiana venne sistemata, probabilmente nella seconda metà del V secolo all'interno dei resti del tempio. La chiesa fu successivamente distrutta probabilmente in occasione delle incursioni arabe del VII secolo.

### Studi e scavi

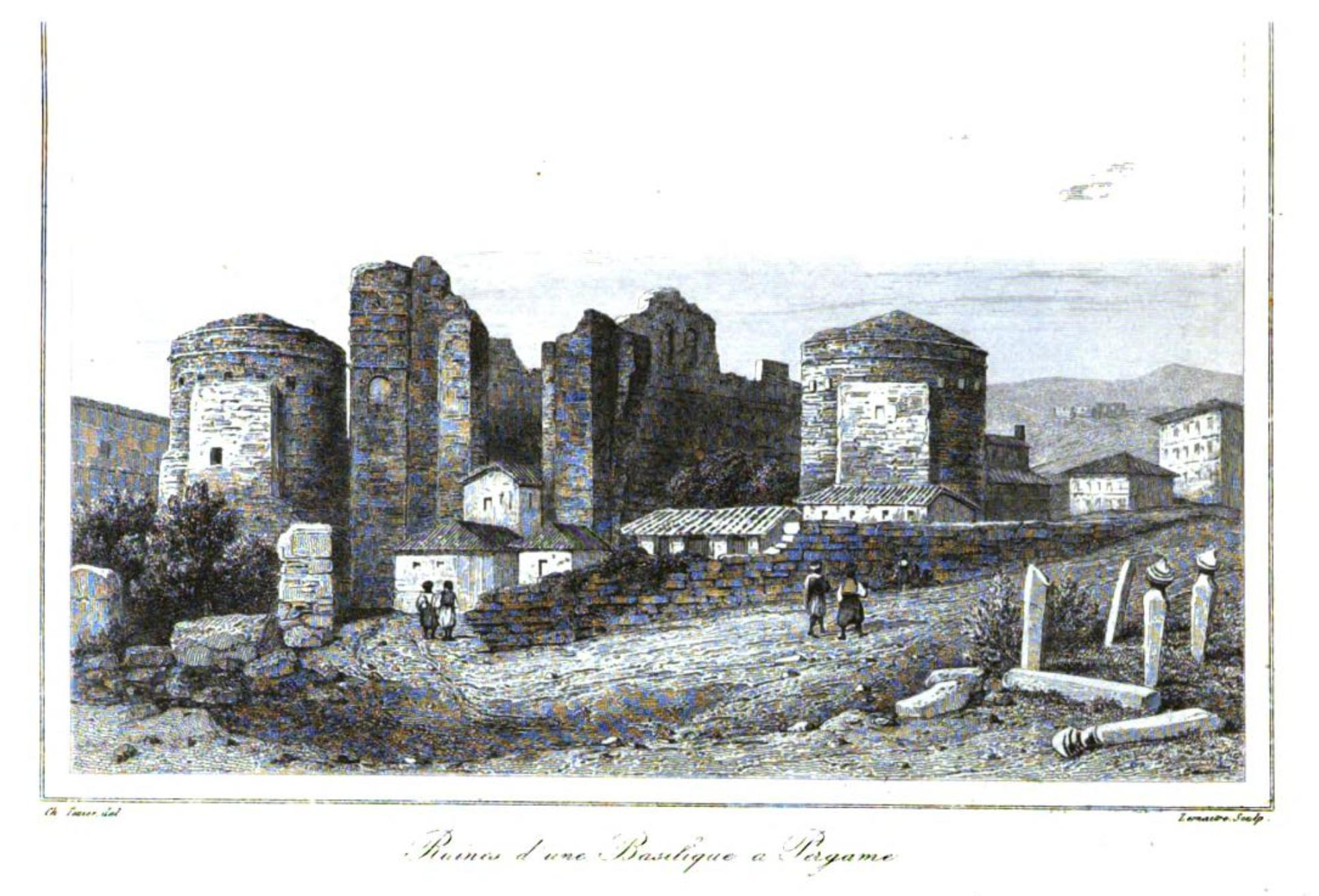
Disegno di Charles Texier della "Basilica rossa", 1862

Nell'Ottocento i resti del tempio e della basilica furono descritti nel 1809 dal conte de Choiseul-Gouggier, che lo identificò come tempio di Esculapio, nel 1811 da Otto Magnus von Stackelberg, nel 1826 da Francis Vyvyan Jago Arundel e nel 1838 da Charles Texier, che vi vide un palazzo bizantino. Fu ancora citato da Baratta nel 1840, da Mordtmann nel 1850 e 1854 e da Curtius nel 1871.
I primi scavi che interessarono la "sala rossa" risalgono agli anni 1906-1909 e nel 1936 furono eliminate le abitazioni che si erano insediate all'interno del tempio, permettendo la redazione della pianta da parte di Oskar Ziegenaus. Seguirono i primi lavori di restauro, ispirati dal direttore del Museo di Bergama, Osman Bayatlı, poi proseguiti negli anni 1950 e 1960, e nel 1970 il rilievo fotogrammetrico di Manfred Stephani e Klaus Nohlen. La sede di Istanbul dell'Istituto archeologico germanico ha avviato nel 2002 scavi scientifici nella Sala rossa sotto la direzione di Adolf Hoffmann e in quest'ambito nel 2006-2009 la rotonda sud, che nell'Ottocento aveva ospitato un macchinario per la produzione dell'olio d'oliva, è stata restaurata sotto la direzione di Martin Bachmann e adibita a piccolo museo.
Nel 2010 è stato avviato il progetto di ricostruzione del portico di cortili laterali con i frammenti originali delle cariatidi.

## Descrizione

Schema planimetrico del santuario della "Basilica rossa"

L'edificio venne realizzato ai piedi della collina dell'acropoli, sul lato sud di essa, e inserito nel reticolo stradale della città bassa, della quale occupava tre isolati di 92 x 92 m, immediatamente ad ovest del foro cittadino.

### Temenos
Il tempio vero e proprio si trova all'estremità orientale di un temenos (recinto sacro) circa 100x265 m, circondato da muri in pietra di almeno 13 m di altezza, al quale si accedeva solo dal lato occidentale, dove si apriva un grande portale centrale (di circa 10 m di larghezza) e due porte laterali più piccole. All'esterno il muro su questo lato era decorato da nicchie inquadrate da semicolonne e lesene con capitelli corinzi in marmo bianco.

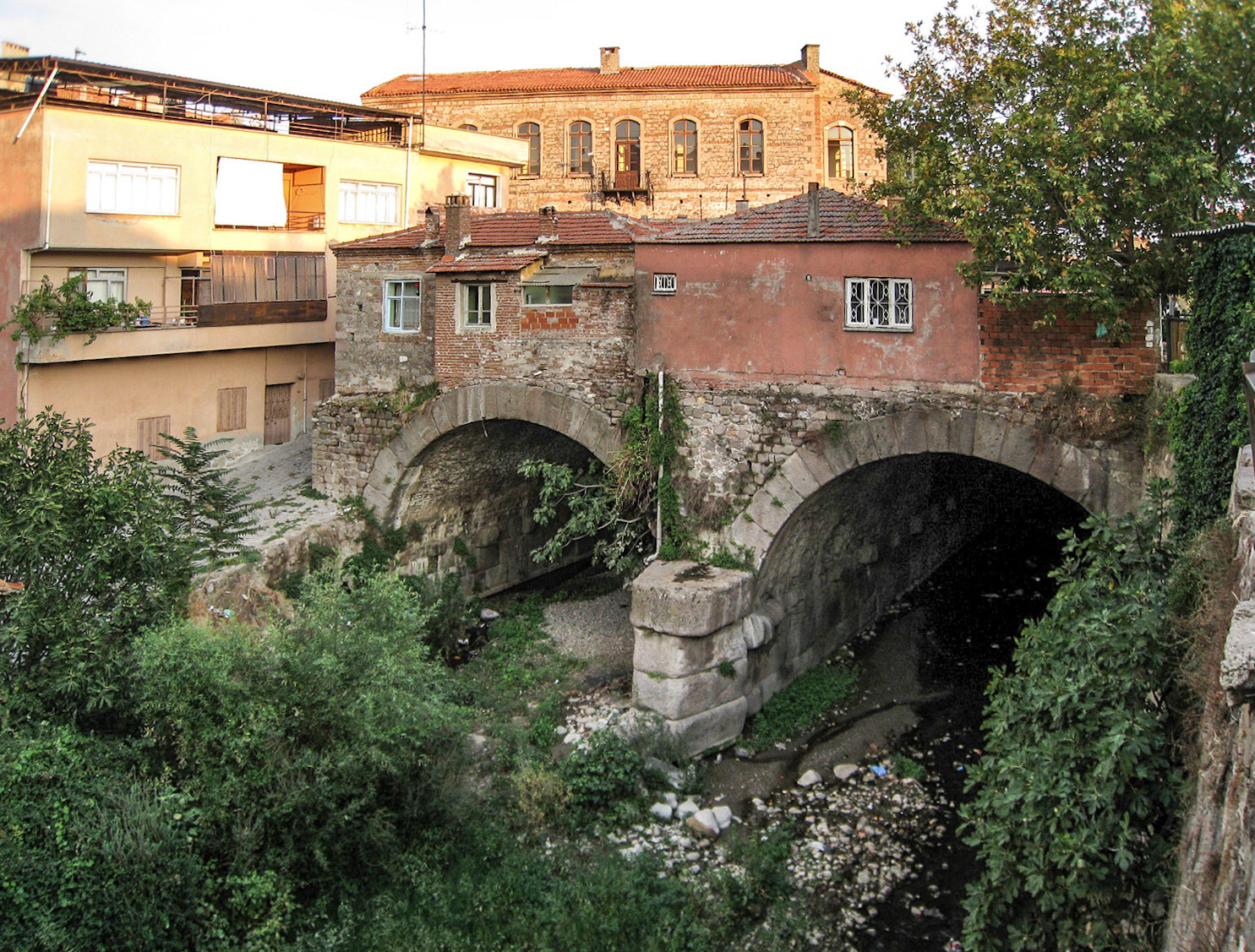
L'ingresso del tunnel romano sotto il temenos del santuario

Per realizzare il temenos il fiume Selinus (oggi Bergama Çayı) fu coperto per una lunghezza di circa 200 m da una doppia volta a botte, tuttora in funzione.
All'interno il cortile centrale era fiancheggiato da portici e il muro di fondo di questi era dotato di tre esedre. Sul lato est era un porticato più alto degli altri con un avancorpo sporgente che faceva da ingresso al tempio; ai lati questo portico dava accesso sul retro ai cortili al fianco del tempio.

### Tempio

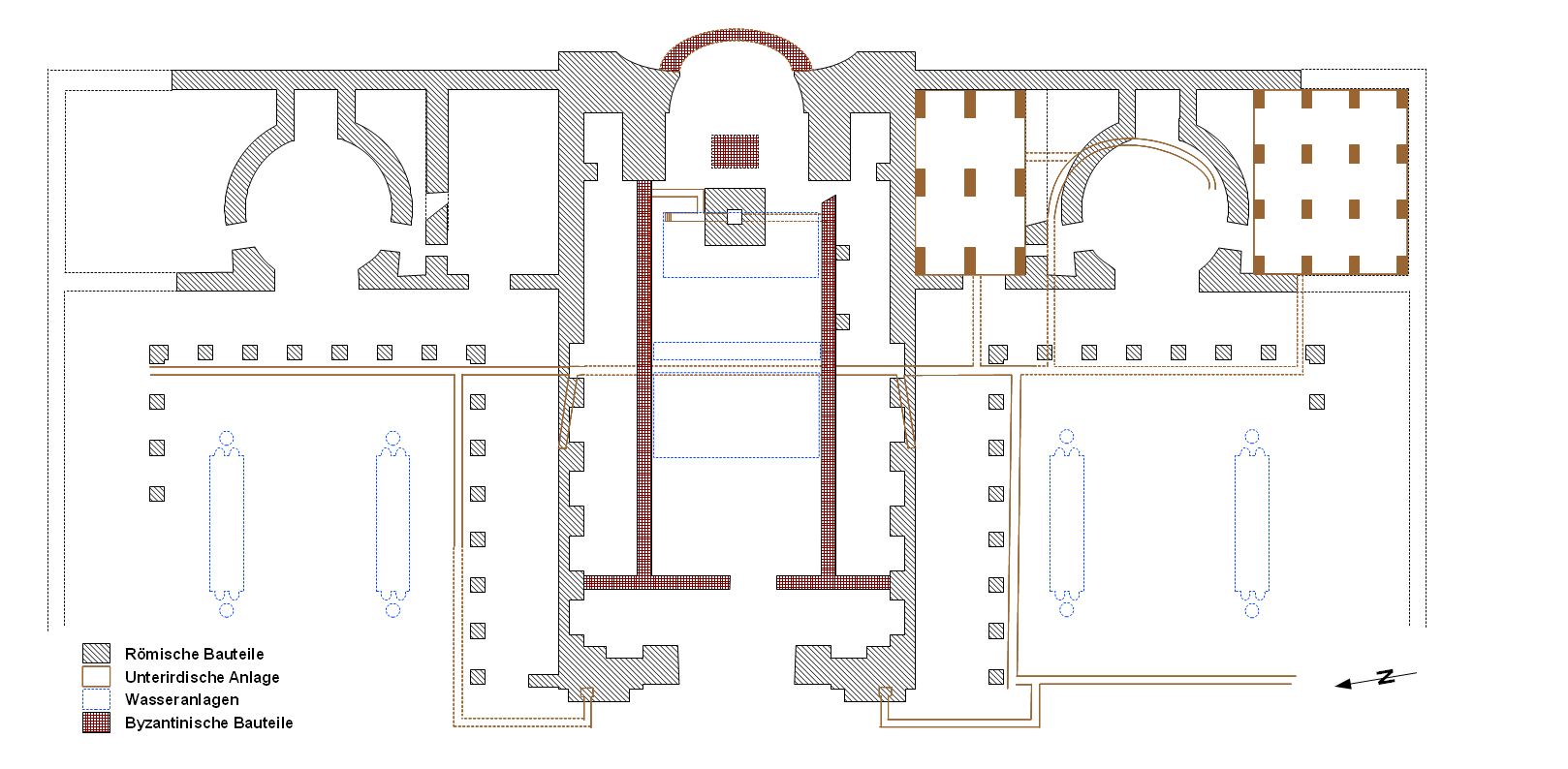
Pianta del tempio

Il tempio era costituito da una vasta sala, che si estendeva per 60 m in lunghezza (in senso est-ovest) e per 26 m

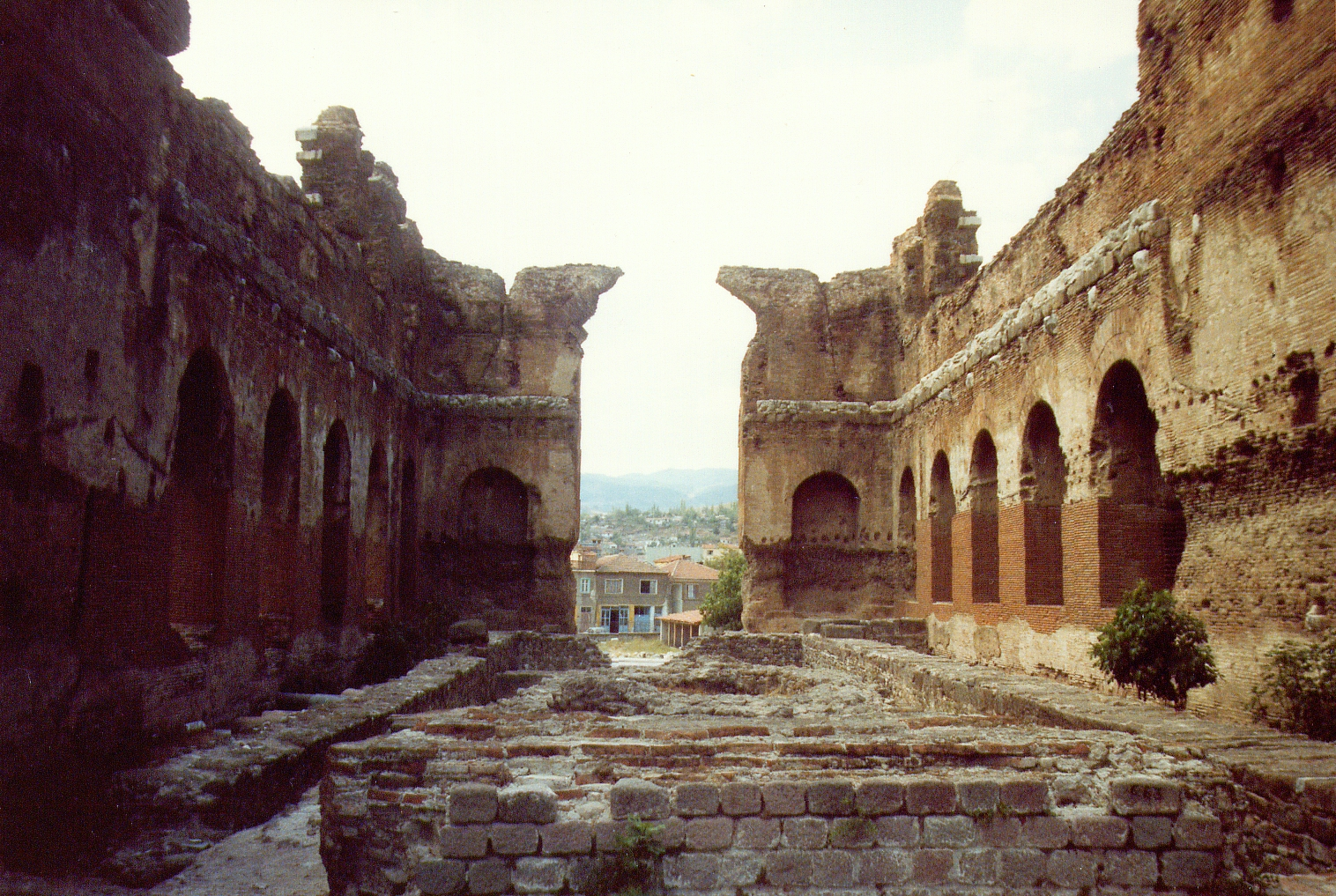
Interno del tempio visto da est

in larghezza, con muri che si conservano per un'altezza di circa 20 m. Alla sala si accedeva per mezzo di un enorme portale ad arco, largo 7 m e alto 14 m preceduto da sei gradini marmorei. I pilastri laterali del portale ospitano delle scale che permettevano di accedere agli ambienti sotterranei.
All'interno erano presenti cinque nicchie arcuate nelle pareti laterali (altezza 6 m e larghezza 3,12 m a partire da 2,70 m di altezza), sormontate più in alto da finestre. Le nicchie dovevano essere fiancheggiate da colonne, probabilmente su due ordini. La parete di fondo non si è conservata.
I muri sono costruiti in laterizio, insoliti in questa regione, di colore rosso, da cui deriva il nome moderno dell'edificio.
Le pareti interne ed esterne della sala e la sua pavimentazione erano ricoperte da lastre in marmi colorati.
Al centro della sala è un bacino incassato nel pavimento e un canale rivesto in alabastro egiziano, da dove una condotta scarica l'acqua nel cortile. Oltre il bacino è presente un podio di 1,50 m di altezza, che ospita un basamento a pianta quadrata, che doveva ospitare una statua di culto colossale. Un piccolo vano ricavato nel basamento della statua forse permetteva di accedere all'interno della scultura per "farla parlare". Sotto il podio è presente una sala sotterranea fu utilizzata come cisterna.

### Cortili laterali e rotonde

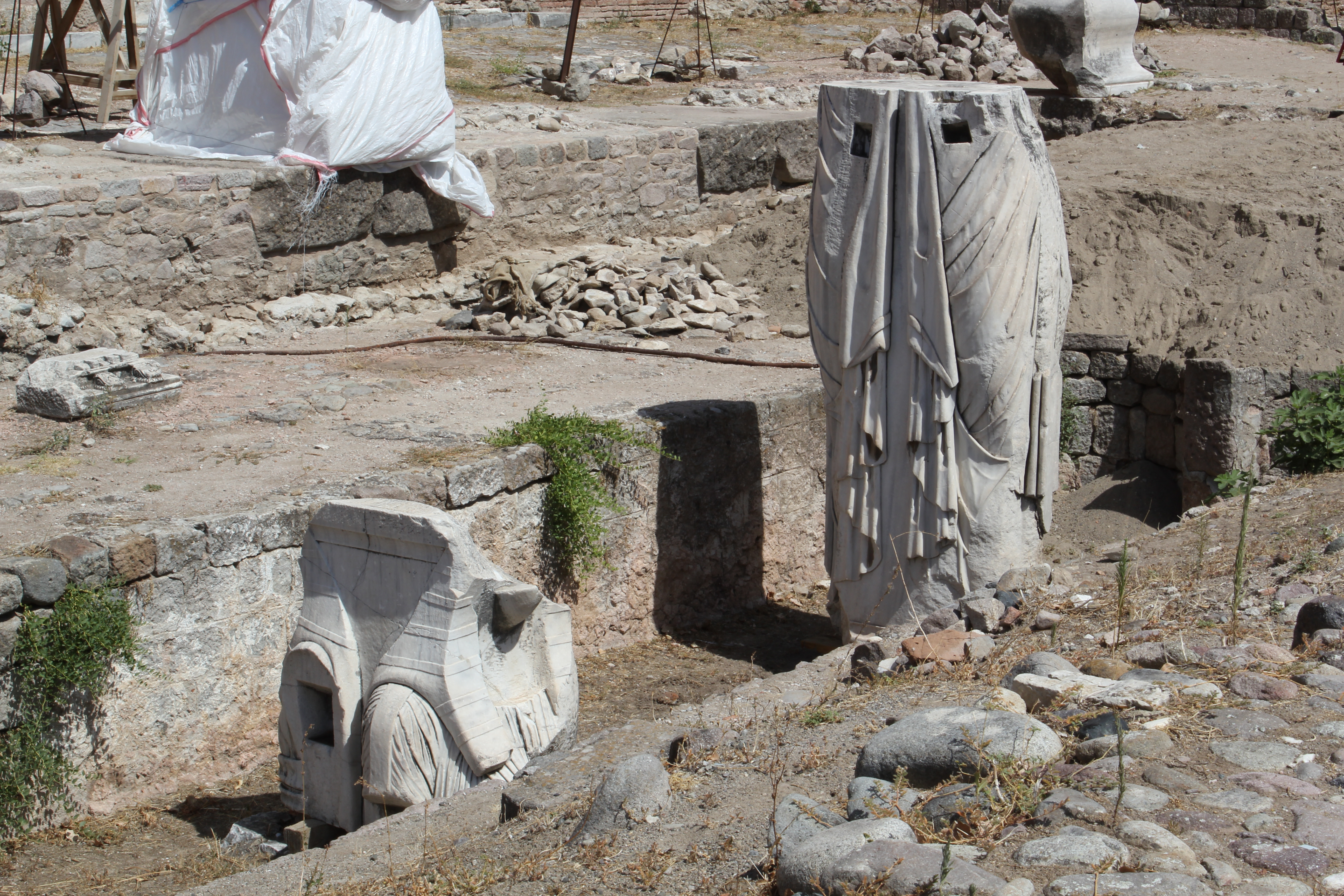
Frammenti delle cariatidi doppie dei cortili
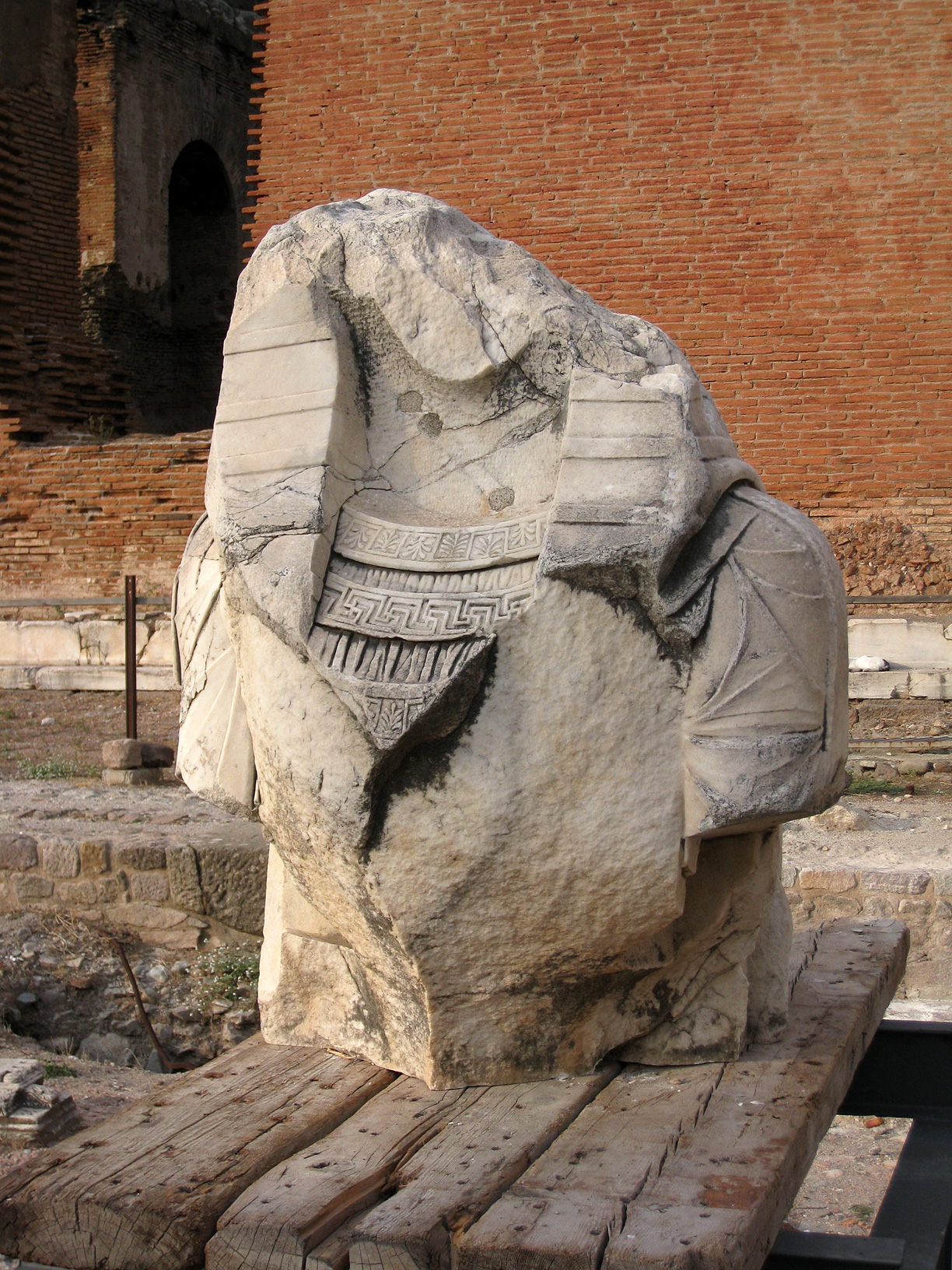
Frammento delle cariatidi doppie dei cortili
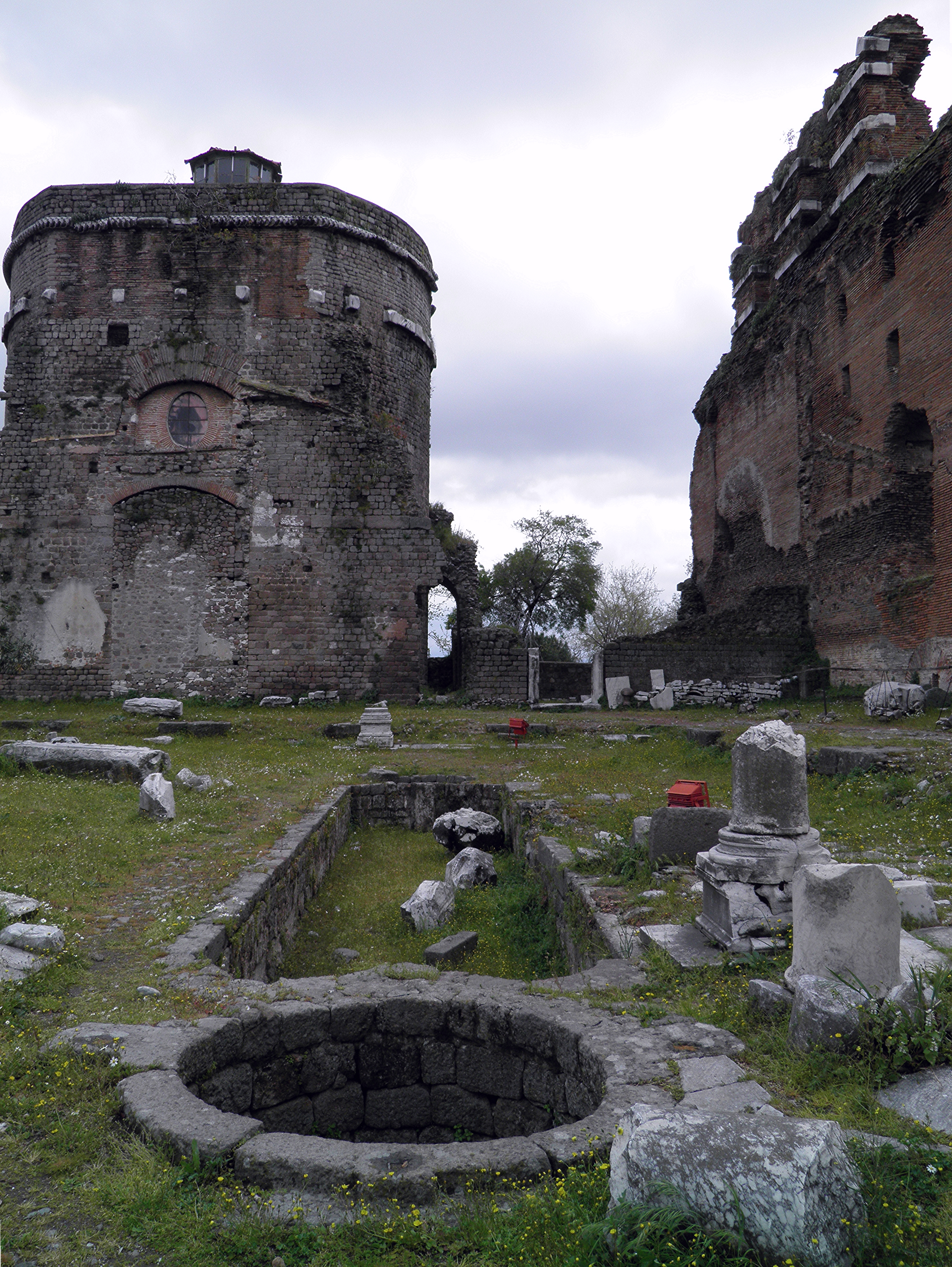
Il cortile e la rotonda nord
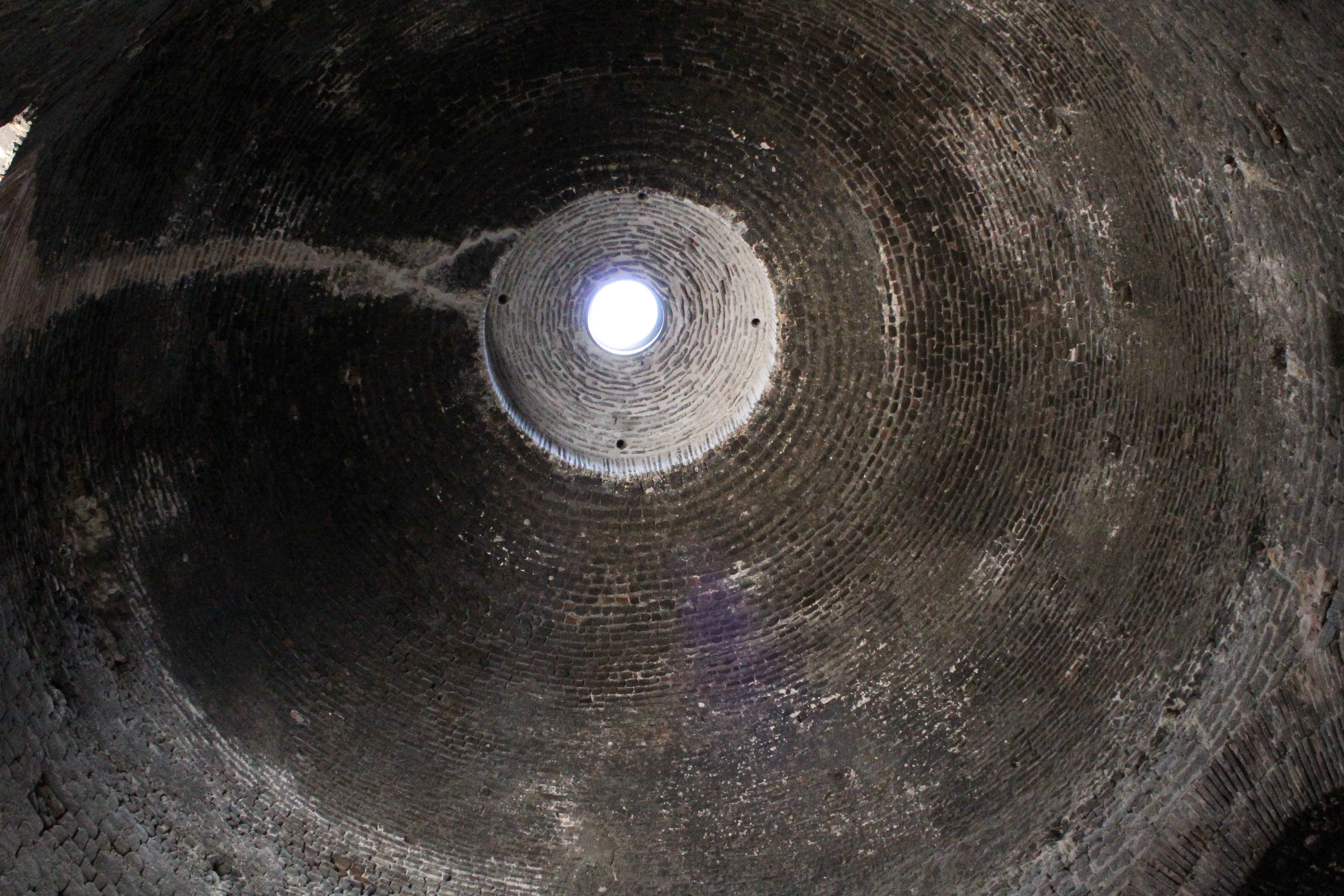
La cupola della rotonda sud, interno

Ai lati del tempio sono presenti dei cortili secondari, con bacini d'acqua al centro e circondati anch'essi da portici sorretti, al posto delle colonne, da cariatidi doppie, che raffiguravano schiena contro schiena divinità egizie maschili e femminili. Queste sculture hanno le parti nude del corpo in marmo scuro e le vesti in marmo chiaro.
Nel cortile meridionale sono stati rinvenuti frammenti di una statua di Cibele seduta su un leone.
Dietro i portici del lato est di fondo di questi cortili erano presenti due sale rotonde di circa 12 m di diametro interno, coperte a cupola a partire dai 16 m di altezza.

### Sotterranei
Sotto il tempio e i suoi cortili laterali è presente un complesso di ambienti sotterranei e corridoi, coperti da volte poggianti su pilastri. Questo insieme doveva avere diversi accessi, tra cui sono stati identificate delle scale ai lati della rotonda meridionale. Al di sotto del tempio era possibile che da questo complesso sotterraneo si potesse accedere al basamento della statua di culto. Questo insieme è stato interpretato come una raffigurazione del mondo sotterraneo connessa a dei riti di iniziazione oppure come un sistema di percorsi per i sacerdoti, che forse non fu mai interamente operativo.

### Basilica cristiana
Nella trasformazione in basilica cristiana il pavimento della sala templare venne rialzato di circa 2,5 m, inserendo frammenti dell'originaria architettura interna della sala. Le fondazioni dei colonnati davanti alle pareti laterali furono riutilizzate per i colonnati che dividono la basilica in tre navate, con quelle laterali larghe solo circa 1/3 di quella centrale. Il muro di fondo est fu sostituito da un'abside, tuttora conservata. Un fregio a girali che decorava la navata centrale era di reimpiego. Dalla basilica si accedeva agli spazi tra il tempio e le rotonde, ricoperti da volte a crociera, che dovevano fungere da pastofori.